# ثلاث ميتات

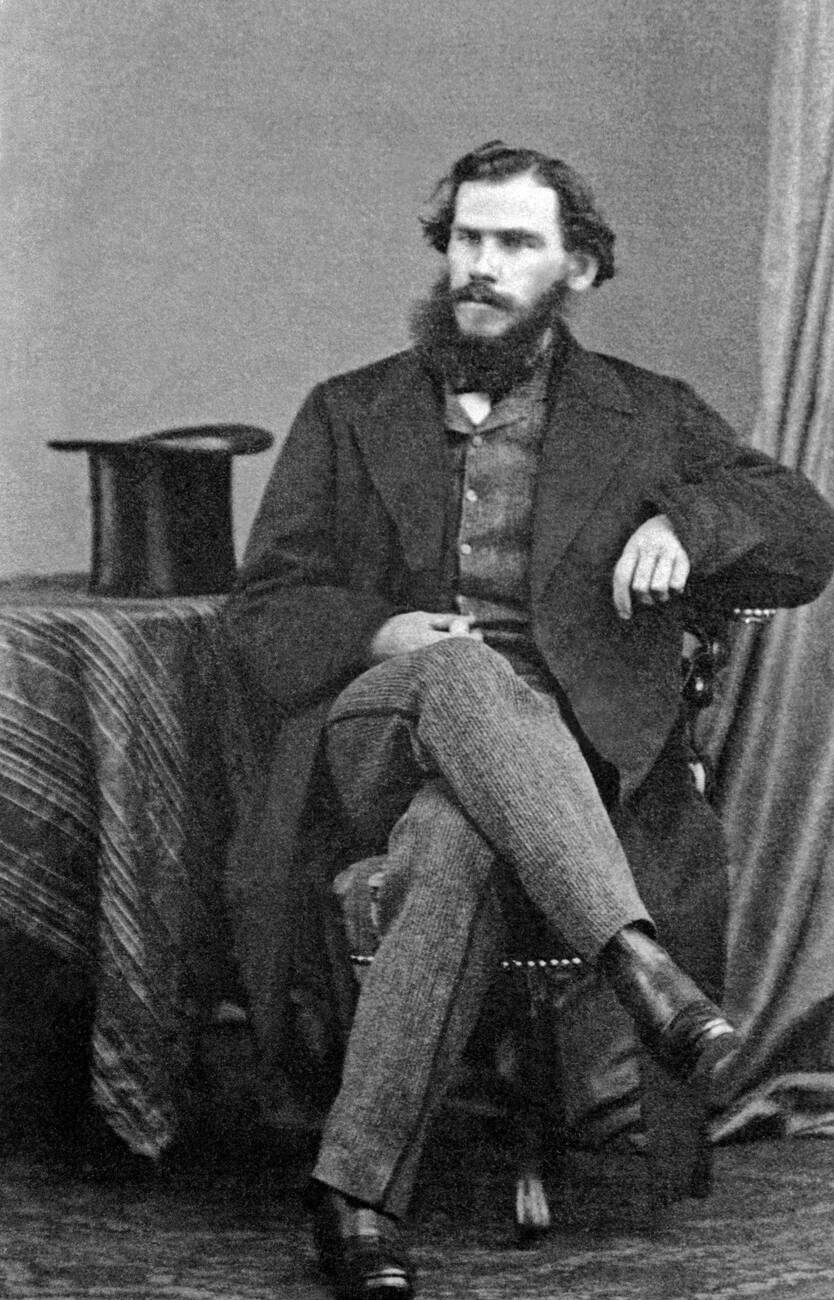

«ثلاث ميتات: قصة» (بالروسية: Три смерти)‏، هي قصة قصيرة من تأليف ليو تولستوي نُشرت لأول مرة في عام 1859. يروي فيها وفاة ثلاثة كائنات: امرأة نبيلة، وسائق عربة، وشجرة.

## الملخص

### الفصل 1
تبدأ القصة مع امرأة نبيلة تدعى السيدة شيركينسكايا وخادمتها وهما على متن عربة. تعاني المرأة النبيلة من مرض السل، ويظهر على سحنتها الغضب والاحتقار. تتوقف العربة التي تجرها الخيول، في محطة الترحيل. يخرج زوج النبيلة والطبيب من العربة التي تجرها الخيول، لكن النبيلة ترفض ترك عربتها. وبينما يناقش الزوج والطبيب خصوصًا النظرة السلبية للنبيلة، تمضي ماشا ابنة مدير الترحيل، وصديقتها، أكسوشا، للنظر إلى السيدة شيركينسكايا، مشيرةً جهارًا إلى مظهرها الشاحب. وخوفًا من أن النبيلة لن تعيش خلال الرحلة، يقترح الزوج التأجيل والعودة إلى المنزل. ترد غاضبةً بأنها يجب أن تذهب إلى الخارج من أجل شفائها لأن الشيء الوحيد الذي ينبغي عليها فعله في المنزل هو الموت. يزداد هدوء السيدة شيركينسكايا بمجرد ذكر الموت، وتتجهم كالطفل، وتبدأ بالبكاء.

### الفصل 2
داخل الغرفة المشتركة لمحطة الترحيل، يعرَف عن رجل مريض باسم العم إيدور (وهو خطأ لفظي لكلمة فيودور) وقع فوق الموقد. يسأله سائق الترحيل الشاب الذي يدعى سيريغا عن حذائه، ويرى أنه لن يحتاج إليه بعد الآن. بدلًا من أن يجيب الشابَّ، يكافح العم إيدور لشرب كوب من الماء. يسأل سائق الترحيل مرة أخرى وهذه المرة تدخل الطاهية في الحوار، مشيرةً إلى أن سعاله يزداد سوءًا وأن الرجل الميت لا يحتاج إلى أحذية جديدة. بعد أن يجمع قوته، يجيب العم إيدور بأنه سيعطي الحذاء إلى سائق الترحيل بشرط أن يشتري له شاهدًا على قبره. ويَعِده سائق الترحيل بهذا، ولكنه يغادر، ثم يذكر لسائقٍ زميله أنه حصل على الحذاء دون مقابل على ما يبدو. يبقى الرجل المريض على الموقد، مختنقًا بسعاله، ولا يصدر صوتًا طوال المساء. عند رؤية الرجل المحتضر، تشعر الطاهية بالشفقة وتغطي قدميه الباردتين. تحلم الطاهية في تلك الليلة بأن العم إيدور يصعد من الموقد ويغادر ليقطع الخشب. يطمئنها العم إيدور أنه بخير في هذا الحلم. عند الاستيقاظ، تكتشف الطاهية والسائقون في مكتب البريد أنه مات. تخبر الطاهية الجميع عن حلمها الغريب بعد دفنه.

### الفصل 3
عندما يحين الربيع. تنتقل القصة مرة أخرى إلى السيدة النبيلة، التي ترقد في غرفة نومها. تسوء حالتها. ينتظر الكاهن على الأريكة في الخارج، بينما يتحدث الزوج مع أخت زوجته. بعد ذلك، تحاول الأخت إراحة السيدة النبيلة، التي تبدأ في الادعاء بأنها تصالحت مع الموت. يدفع هذا الموقف الناضج والمخلص الأخت إلى القول إن السيدة شيركينسكايا «ملاك» وهي تغادر الغرفة. بإعلانها عن رحمة الله، تطلب النبيلة من زوجها إرسال الدواء الذي ذكره الكاهن سابقًا. تواصل السيدة شيركينسكايا التمسك بأي أمل في الحياة بالنسبة لمرأة قبلت موتها. تتوفى في ذلك المساء في شقتها الكبيرة بأبواب مغلقة.

### الفصل 4
تمثل الآثار الرخامية قبر النبيلة، لكن يبقى العم إيدور دون شاهد قبر. تخبر الطاهية سائق الترحيل الشاب المسمى سيريغا أنه من العار عدم الوفاء بوعده. يرد سيريغا على أنه سيشتري شاهد القبر عندما يكون في المدينة، لكنه يستقر في الوقت نفسه على إقامة صليب خشبي لتمييز القبر. يأخذ سيريغا في صباح اليوم التالي فأسًا، ويقطع شجرة. بعد سقوط الشجرة، تبدو جاراتها أكثر جمالًا في المساحة الحرة الجديدة، تُحدث فروعها حفيفًا بشكل رفيع على الجسم الساقط.